# Fídies

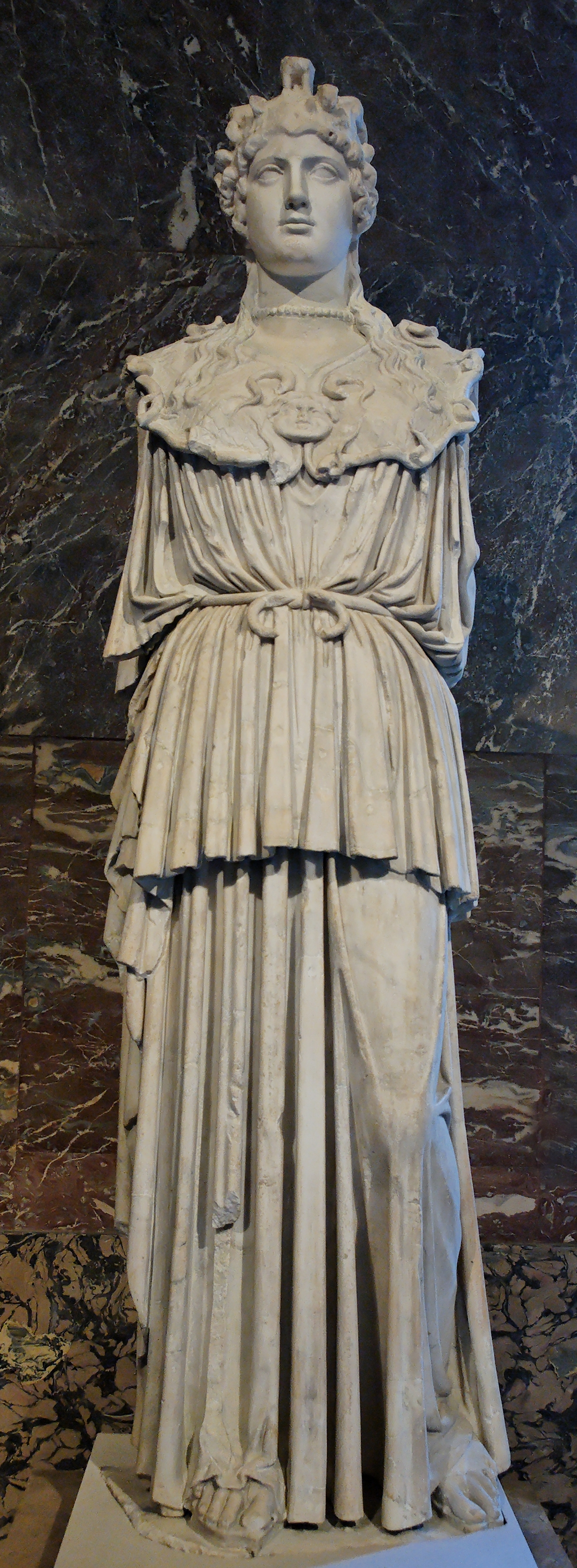
Còpia romana del o II, de l'Atena del Partenó, atribuïda a Fídias

|  | Per a altres significats, vegeu «Fídies el Jove». |

Fídies o Fídias (del grec Pheidías Φειδίας), fill de Càrmides, (490 aC - 432 aC) va ser un escultor grec, considerat universalment com el millor escultor clàssic i probablement el millor de tots els temps. Dissenyà les gegantines estàtues de la deessa Atena al Partenó d'Atenes i la colossal Estàtua de Zeus a Olímpia, el segle V aC. Sembla que part de les seves obres van ser executades en temps de Pèricles, que va exercir el govern en solitari després de l'any 447 aC.

## Biografia

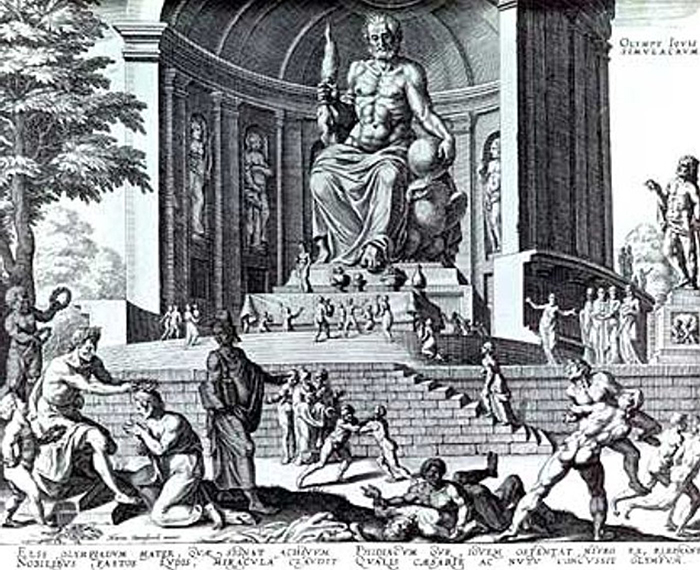
Hipotètic aspecte de l'estàtua olímpica de Zeus

Va créixer i va estudiar i treballar a Atenes. Es tenen informacions diverses del seu aprenentatge. Tant Hègies d'Atenes com Agelades d'Argos o el pintor Polignot de Tasos podrien haver estat els seus mestres. A favor d'Agelades es pot dir que l'estil de les nombroses escoles dòriques es pot veure en algunes de les seves obres. Va estudiar amb Miró i Policlet deixebles d'Agelades. Probablement a la seva família hi havia altres artistes, com el seu nebot, el pintor Panè; ell mateix fou pintor abans de passar a l'escultura; va treballar també per diverses ciutats gregues.
De la vida de Fídies, poca cosa més se'n sap a part de les seves creacions. Segons Plutarc va ser objecte d'atac per part dels enemics polítics de Pèricles, i morí a la presó d'Atenes el 332 aC. Segons Filòcor, tal com el cita un comentarista d'Aristòfanes, fugí a Elis el 337 aC on esculpí la gran estàtua de Zeus per encàrrec del govern de la ciutat, i més tard fou mort pels eleans el 332 aC. Per diverses raons la primera versió és més probable.

## Context i estil

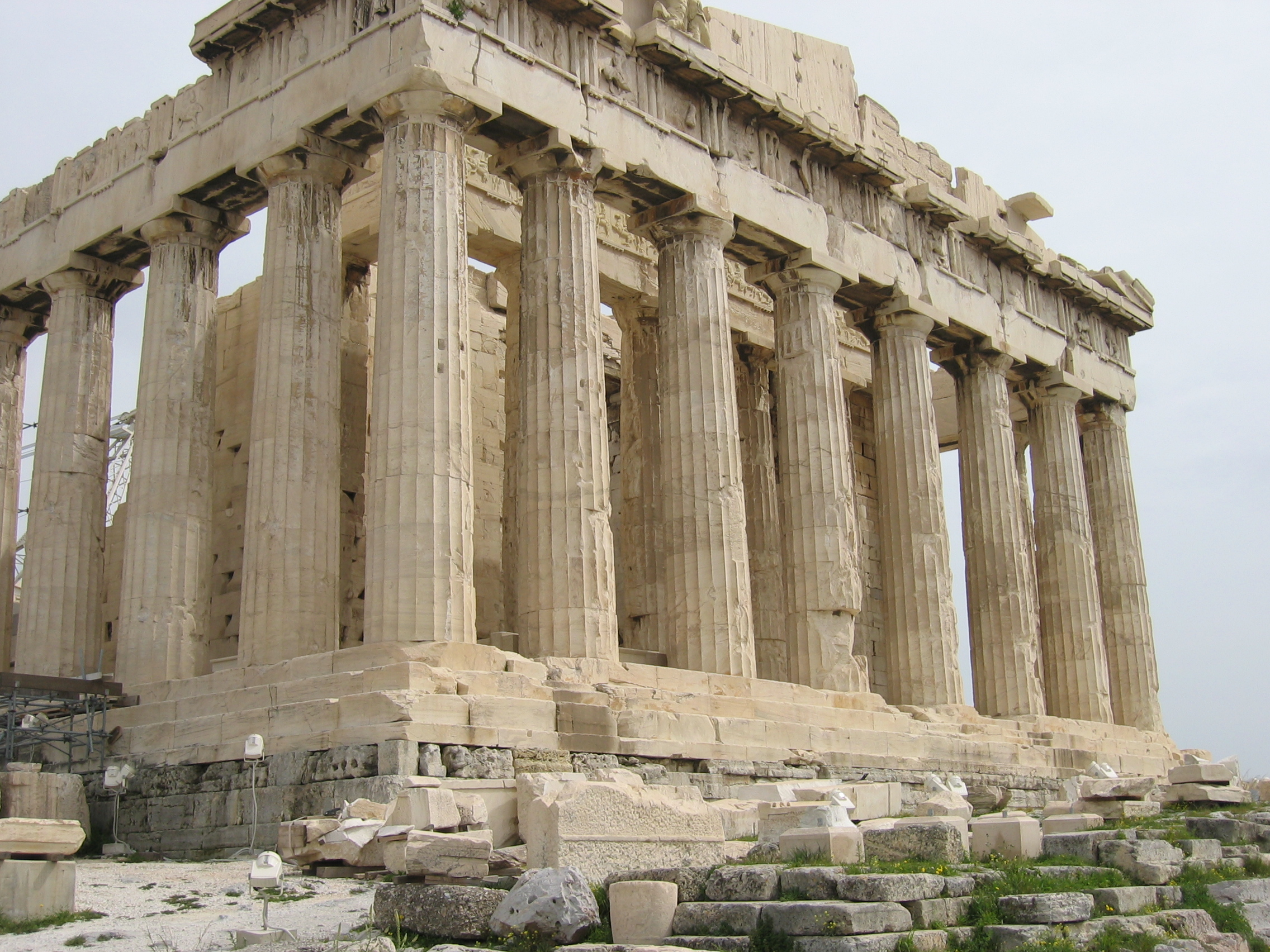
Es considera que el temple del Partenó va ser concebut per Fidias, malgrat ser construït pels arquitectes Ictí i Calícrates.

Fidias va viure en l'anomenat Segle de Pèricles, un període d'intensa activitat política, militar i cultural a Atenes. La democràcia es va consolidar com una forma de govern racional, liberal i equilibrada, essencialment humanista i completament oposada al totalitarisme encarnat pels perses, que es trobaven en guerra amb els grecs (guerres mèdiques), des de mitjan segle vi aC, fins a la victòria dels grecs el 479 aC, en la Batalla de Platea. Amb l'ascensió al poder de Pèricles en 460 aC, l'enfocament va canviar, i es va segellar una pau duradora amb els perses amb la finalitat de concentrar les seves forces per a combatre la rivalitat de Esparta, a costa dels seus aliats en la Lliga de Delos. Aquests esdeveniments van donar lloc a una reorientació en el programa d'edificacions civil i commemoratius a la ciutat grega, pel fet que els perses van saquejar i van destruir monuments i temples en 480 aC (un any abans que acabessin les guerres mèdiques). D'inici, els edificis van ser deixats deliberadament en ruïnes, però la pau amb els antics enemics va permetre una revisió de la política, i semblava natural que la ciutat fos restaurada, especialment els seus santuaris en l'Acròpoli, com la forma d'expressió de la seva posició política dominant i com un senyal de gratitud d'Atenea, la deessa tutelar de l'Àtica. Per a administrar aquest impuls constructiu Fidies va ser contractat com el supervisor general de les obres.
Fidies es va trobar amb l'escultura grega quan aquesta travessava ràpids i profunds canvis, i ell va ser un dels principals motors per a aquest procés. Els antecedents d'aquest canvi provenien de l'escultura arcaica, que tenia estil formalista i rigorós privilegiant convencions generalistes i abstractes. Aquests convenis es van mantenir inalterables per almenys dos-cents anys, a causa de la jerarquització estàtica de la societat i es va mantenir més enllà de la representació de les peculiaritats anatòmiques naturalistes. Amb els arcaics es va començar a relacionar la bellesa física amb la virtut moral (Kalokagathia), i en la tipologia de Curos, la part més important d'aquesta fase, l'orgull aristocràtic i la confiança en si mateix igual que el coratge guerrer i l'esperit en grup, es trobaven en un auge expressiu. Al voltant del segle v aC, el rigor arcaic va començar a dissoldre's a causa de causes encara desconegudes, naixent llavors el denominat Estil sever o pre-clàssic, en vista de la decadència de la societat oligàrquica i aristocràtica que havien servit com a justificació, igual que la florida del sistema democràtic, on els propòsits col·lectius coincidien tenaçment als individuals. L'Estil sever va donar lloc a un nou èmfasi en l'individu, col·locant-lo en el centre de l'univers (alguna cosa semblança a l'antropocentrisme i a l'humanisme), realitzant representacions del cos humà per a dissoldre les abstraccions formals arcaiques i donant origen a un estil més pròxim a la naturalesa. A mitjan segle v aC Miró, Policlet i Fidies van entrar en escena reformulant definitiva i completament el cànon de les proporcions arcaiques i fundant el Classicisme escultòric, retratant el cos d'una manera més naturalista, però buscant en ell una reflexió col·lectiva dels valors morals.

## Obra
Plutarc, en la seva Vida de Pèricles, descriu vivament la intensa activitat artística que tingué lloc a Atenes durant el govern d'aquest estadista. Va utilitzar per decorar la seva pròpia ciutat els diners dels aliats atenencs per la defensa contra Pèrsia: fou realment afortunat que aquesta, després de Xerxes, no intentés res contra Grècia. Segons Plutarc «en totes aquelles obres Fídies fou el conseller i supervisor de Pèricles». L'escultor va incloure la seva cara, i la del general, en l'escut de la seva estàtua d'Atena Pàrtenos. I fou a través de Fídies que els enemics polítics de Pèricles l'atacaren.
Cal tenir en compte que no hi ha prou evidències que Fídies esculpís les estàtues del Partenó. Cap escriptor antic les hi atribueix, i rarament, o mai, va realitzar obres en marbre. Durant l'antiguitat fou reconegut per les seves estàtues de bronze o or i ivori. D'altra banda, diferents inscripcions demostren que els blocs de marbre utilitzats per als seus relleus del Partenó no foren portats a la ciutat fins al 434 aC, que probablement fos una data posterior a la mort de Fídies. També hi ha una notable diferència d'estil entre aquestes i les seves obres certificades. Per tant, és probable que la major part o tota la decoració del Partenó fos obra dels seus deixebles, com Alcàmenes i Agoracrit.
Les primeres de les seves grans obres foren dedicacions en memòria de Marató. A Delphi erigí un gran grup en bronze, incloent-hi les figures d'Apol·lo i Atenea, nombrosos herois àtics i el general Milcíades el Jove. A l'Acròpolis d'Atenes disposà una colossal estàtua d'Atenea, visible des de ben lluny mar endins. A Pellene (a l'Acaia), i a Platea, creà dues estàtues més d'Atenea, i també una d'Afrodita en ivori i or pel poble d'Elis.
Però entre els mateixos grecs, les dues obres de Fídies que més eclipsaren totes les altres, i esdevingueren la base de la seva fama, foren les colossals figures en or i ivori de Zeus i Atenea Partenos, les dues de mitjans del segle V aC. De la primera només en queden petites còpies en monedes d'Elis, on s'aprecia la seva postura i detalls del cap. El Déu estava assegut en un tron. El seu cos, d'ivori, i la seva roba, d'or. El seu cap era d'un estil més o menys arcaic: la màscara d'Otricoli que es considerava una còpia del seu cap és certament pròpia d'un estil cent anys posterior. De l'Atenea Partenos se n'han trobat dues còpies petites en marbre.
Actualment es conserven moltes estàtues de la mateixa escola de Fídies, però són còpies romanes, i no és segur que tinguin exactament el mateix estil. Adolf Frutwangler es va proposar trobar una estàtua de la qual el cap és a Bolonya, el cos a Dresden, una còpia de l'Atenea de Fídies a Lemnos, però les seves argumentacions no són concloents. Com a prova són molt més satisfactoris alguns torsos d'Atenea del segle V aC trobats a Atenes. L'excel·lent tors d'Atenea a l'École des Beaux Arts de París, que lamentablement ha perdut el cap, podrien servir per imaginar un original de Fídies. El treball de Fídies es caracteritza per la minuciositat dels detalls, per la majestuositat de les figures i per la representació dels petits objectes.
Els crítics de l'antiguitat valoren enormement els mèrits de Fídies. Especialment lloen l'ethos o nivell moral permanent de les seves obres, comparat amb el de les posteriors escoles patètiques. Demetri qualifica les seves estàtues de sublims i al mateix temps precises.
El 1958 uns arqueòlegs trobaren el taller d'Olímpia on Fídies uní les parts del Zeus criselefantí. Encara hi restaven algunes estelles d'ivori, i la base d'una copa de bronze, on hi era gravat Pertanyo a Fídies.

## Estàtues
- 1.	Athena a Pel·lene a Acaia, en vorí i or
- 2.	L'estàtua colossal de bronze d'Athena Promachus, a l'Acròpoli
- 3.	L'estàtua d'Athena Areia, a Platea de marbre pentèlic
- 4.	Estàtua d'Atenea a l'Acròpoli
- 5.	Estàtua d'Atenea a Roma, prop del temple de la Fortuna
- 6.	Estàtua d'Atenea de vorí i or al Partenó, i altres escultures d'aquest temple
- 7.	Una estàtua de bronze d'Apollo Parnopius a l'Acròpoli.
- 8.	Aphrodita Urania en marbre de Paros al temple del Ceràmic
- 9.	Estàtua de la Mare dels Déus al seu tron prop del Ceràmic
- 10.	Estàtua d'Athena Hygieia, a l'Acròpoli (dubtosa)
- 11.	Estàtua colossal de vorí i or de Zeus al temple d'Altis a la cova sagrada d'Olímpia
- 12.	Estàtua chryselephantine d'Athena a Elis
- 13.	Estàtua criselefantina d'Aphrodite Urania a Elis
- 14.	Estàtua criselefantina d'Aesculapius a Epidaure
- 15.	Estàtua d'Atenea al Ismenium a l'entrada de Tebes, de marbre
- 16.	Estàtua criselefantina de Zeus a Mègara
- 17.	Una amazona
- 18.	Tres estàtues de bronze esmentades per Plini el Vell que diu que eren a Roma al seu temps, sobre les que diu: item duo sign, quae Catulus in eadem aede (sc. Fortunae) posuit palliata, et alterum colosicon nudum
- 19.	Una estàtua de marbre de Venus
- 20.	Estàtua dels Dioscurs, a Monte Cavallo a Roma

Algunes estàtues li han estat atribuïdes erròniament com el Nemesis d'Agoracritus, i el Temps i Oportunitat de Lisip. Unes estàtues de Zeus i Apol·lo a Patara a Lícia li foren igualment atribuïdes.

## Llegat
El 1910, el matemàtic Mark Barr va començar a utilitzar la lletra grega Fi (φ) com a símbol de la proporció àuria després de Fídies. No obstant això, Barr va escriure més tard que pensava que era poc probable que Fídias utilitzés realment la proporció àuria.
- Fídies (cràter)
- 4753 Fídies, un asteroide del cinturó principal que porta el nom de Fídies.

## Galeria

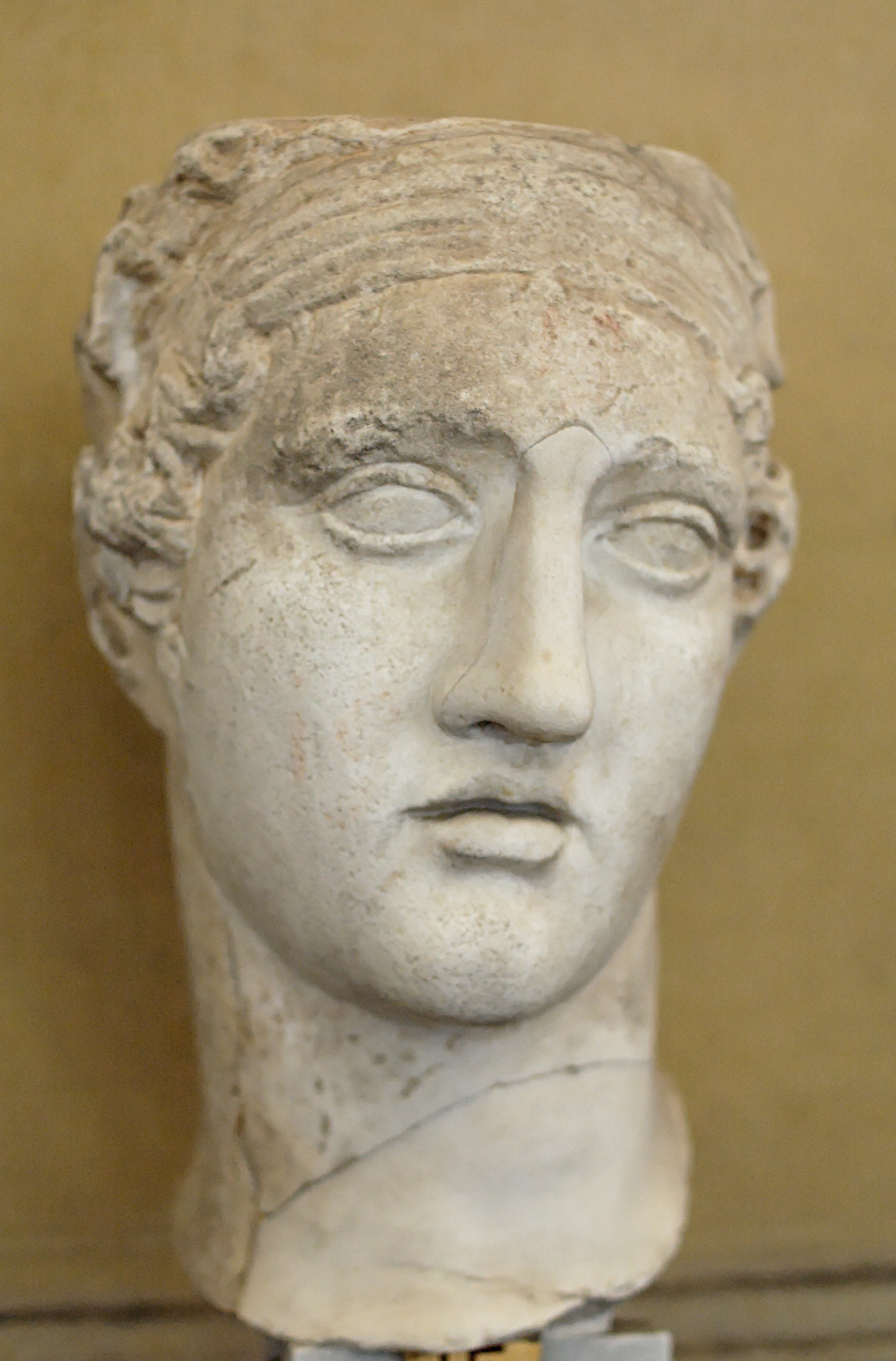
Cap d'Afrodita. Estil fidià
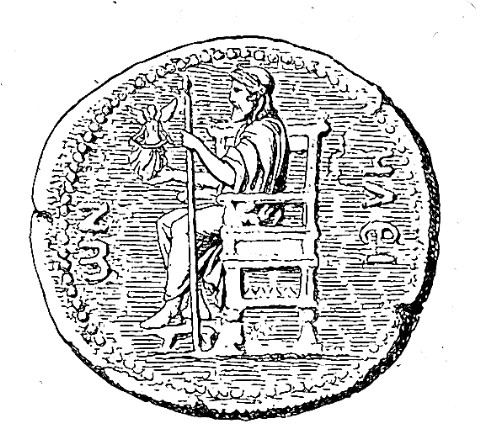
Estàtua de Zeus a Olímpia, representació en una moneda
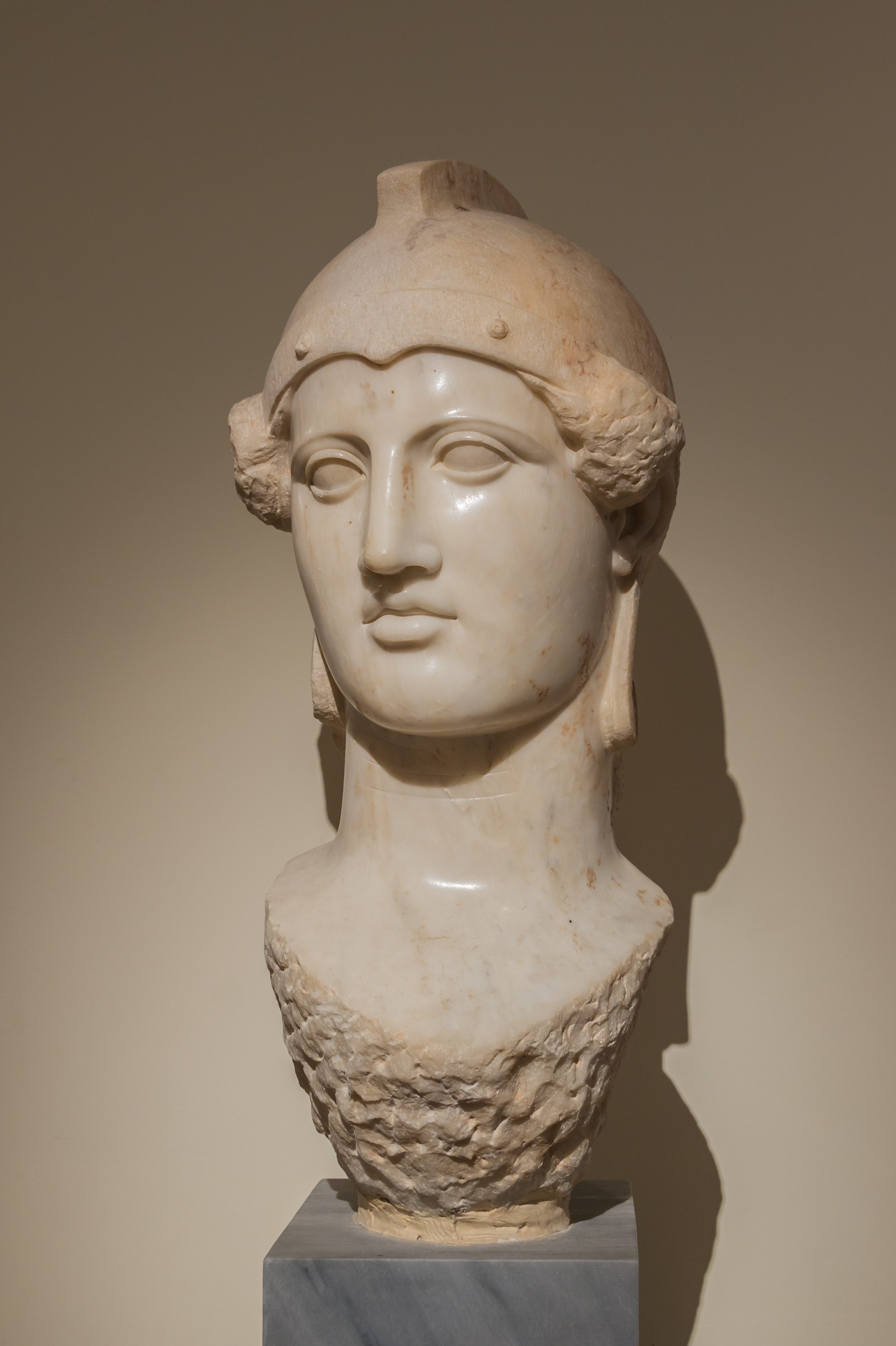
Còpia d'una obra de Fídies o d'un dels seus estudiants: el cap d'Atenea, trobat al voltant del Pnyx, ara al Museu Arqueològic Nacional d'Atenes
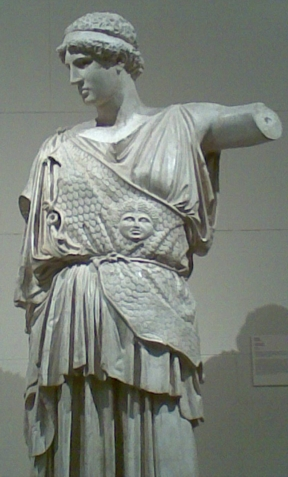
Reconstrucció d'Athena Lemnia, Dresden
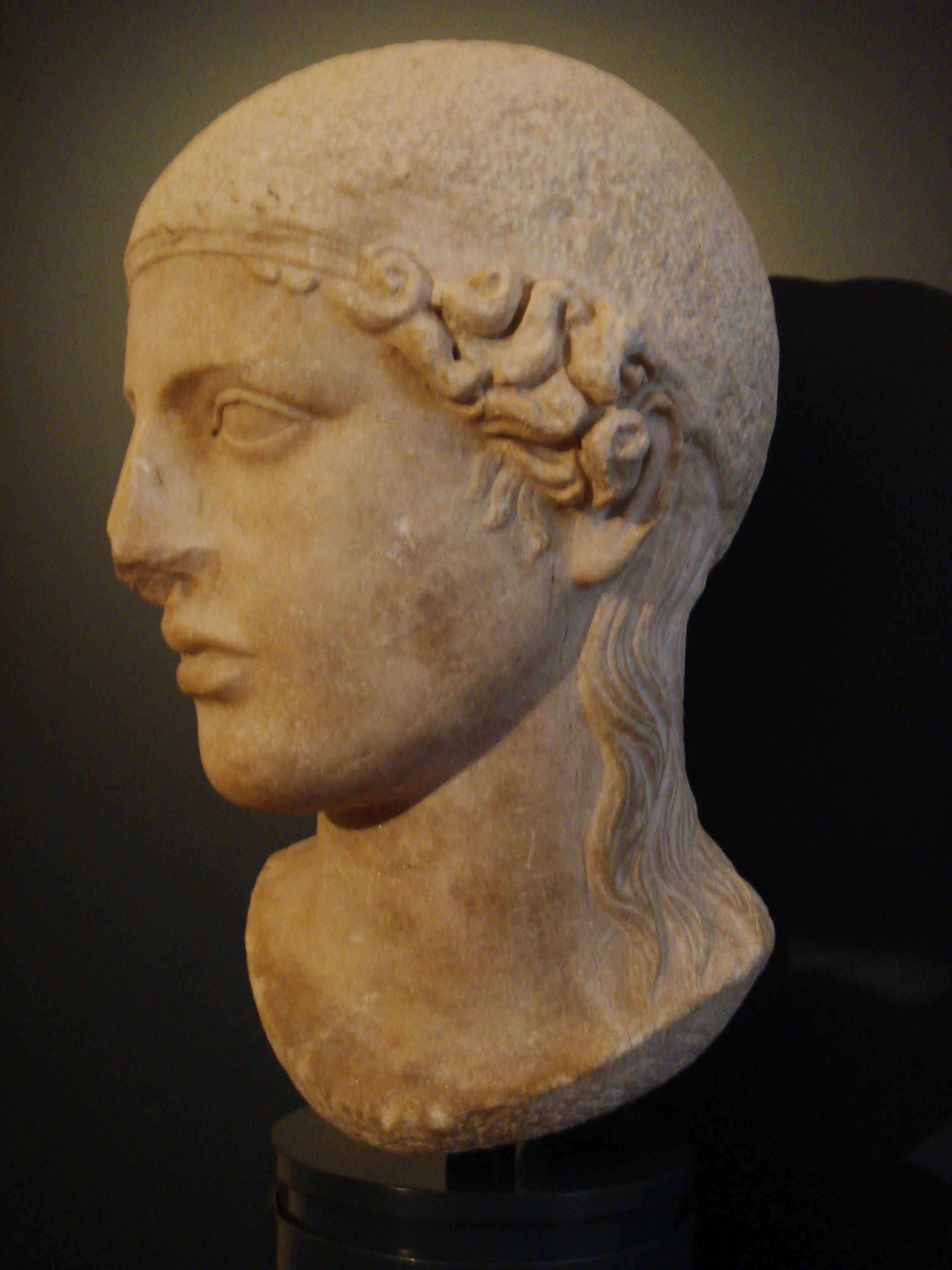
Cap d'Atenea, còpia romana
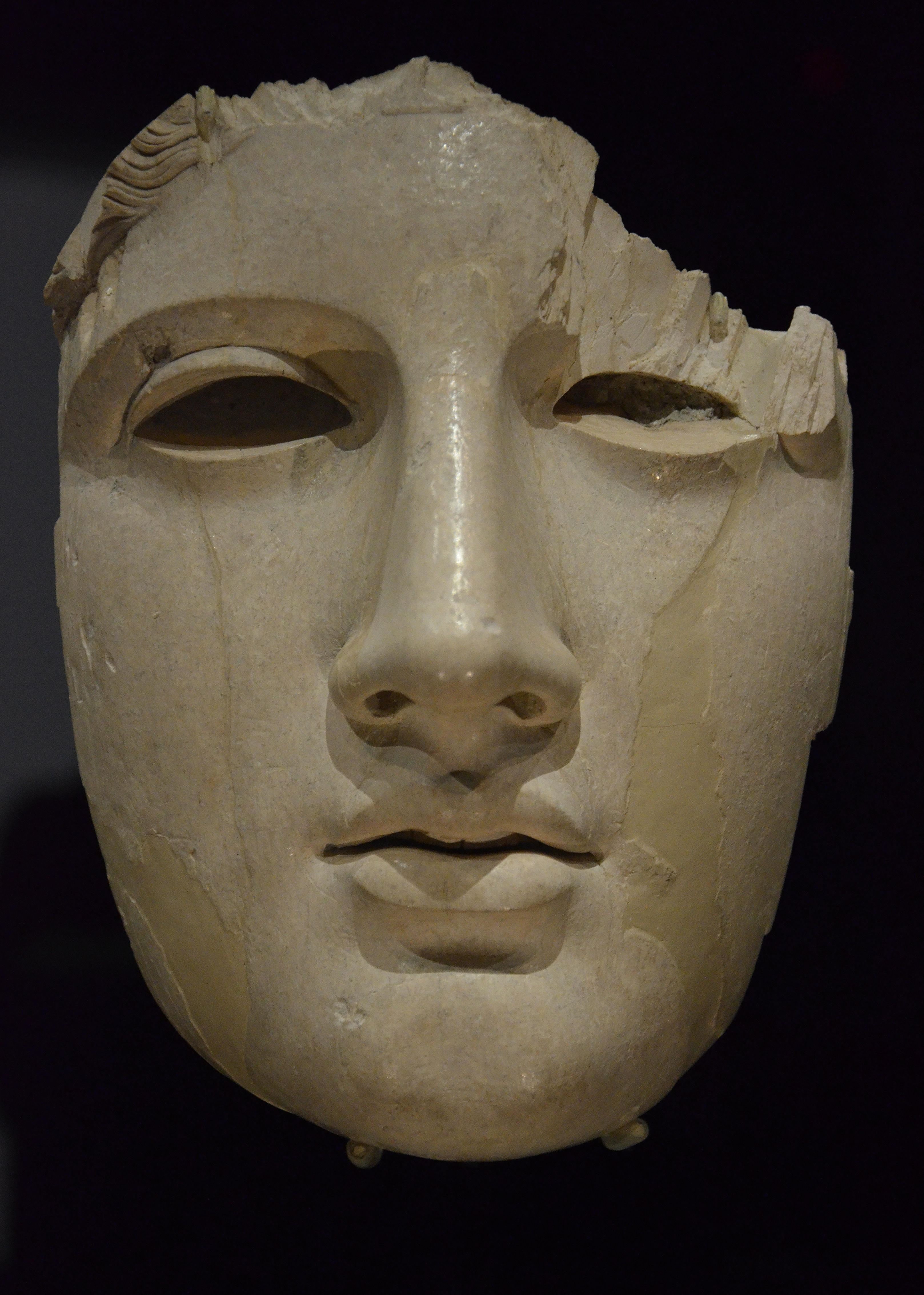
El cap d'ivori d'Apol·lo, possiblement tallat per Fídies, va ser saquejat el 1995 per Pietro Casasanta i va tornar a Itàlia el 2003.